# 漢方薬
漢方薬（かんぽうやく）とは、日本の漢方医学の中で用いられる生薬を用いた医薬品全般を指す。
漢方薬は、中国伝統学を中華人民共和国が統一化した中医学で用いられる生薬製剤「中医薬、中成薬」や韓医学で用いられる「韓薬」と共通するものも多いが、一般的に漢方薬といった場合には、日本の漢方医学で用いられる生薬製剤を意味する。ただし中国でも「中国漢方」などといった言い方がされることがある。これは主に日本人観光客を対象に日本人になじみがない｢中薬、中成薬」ではなく分かりやすく売りやすいいいかたとして「中国漢方」というのであって、学問的には一応区別される。
古代の中医薬学においては、複数の生薬を組み合わせることにより、薬理作用が強く倍増することが発見された。さらに、その薬理作用は減衰することができ、優れた生薬の組み合わせによって、西洋薬と比べると医療目的への指向性は強化されているのが最大の特徴である。葛根湯などの「方剤」が後世に伝えられたが、副作用がないと誤解されていて、西洋薬と同様に定期的な診断が必要である。
中国の中医薬学や日本の漢方医学は同様に人体を診るところにあり、「証」という概念を持っている。証は主に体質を表す。この点で西洋医学とは大きく異なる。漢方診療は「証に随って治療する(随証治療)」が原則であり、体全体の調子を整えることで結果的に病気を治していく。このため、症状だけを見るのでなく体質を診断し、重んじる（ホーリズム）。西洋医学が解剖学的見地に立脚し、臓器や組織に病気の原因を求めるのとは対照的である。
同様に、漢方薬も「証」に基づき、患者一人ひとりの体質を見ながら調合される。西洋医薬は体の状態が正常でも異常でも一定の作用を示すが、漢方薬は病理状態で初めて作用を示す。

## 各国での定義と発展
中国大陸では数千年の歴史の中で経験に基づく医学が培われた。古代中国から受け継がれてきたこれらの医書や医学理論は、今の中華人民共和国の中医学（中国の漢方・中医薬を処方）、日本の漢方医学（日本の漢方・漢方薬を処方）、朝鮮半島の韓医学（韓国の漢方・韓薬を処方）として独自の発展を遂げ、三つの異なる医学体系が形成された。

### 中国
中国は現在でも古代と同様に、個人の証に合わせて処方を調整する煎じ薬で飲むことが多い。これに対し、日本ではエキスの錠剤が多い。日本の漢方薬は持ち運びなどの利便性がいい反面、処方調整が難しいという面がある。一方、中国の漢方薬は服用にあたっての利便性においては劣るが、薬用効果が極めて高い。中国系の漢方は一般的に精油成分が粉末にする際に蒸発しやすく、また液体状態で服用した方が消化器にて吸収しやすいことから、煎じ薬の方がエキス錠より効き目が早く、そして強いとされる。

### 日本
日本への中国医学伝来は5〜6世紀ごろといわれている。日本では中国医学の吸収が続いた一方で、江戸時代中ごろ、中国医学の考え方に批判的な一派が起こった。これは現在「古方派」と呼ばれている。ただし江戸時代、日本の医学が全て古方派になったわけではなく、例えば多紀元胤（1789-1827)は、1819年に『難経疏証』を著している。江戸時代にはオランダを通じて体系の全く異なる西洋医学が伝来し「蘭方」と呼ばれるようになり、伝統医学のほうは「漢方」と呼ばれるようになった。
現代では医薬品医療機器等法が施行されたことなどから漢方薬の成分分析が進んだため、日本では、中国にはない組み合わせの処方が行われるようになっている。ただし、例として日本の大手メーカーであるツムラでも、原料である生薬の8割を中国から輸入している。また明治時代の西洋化により、漢方医学や漢方薬は一時排斥された。1895年に開かれた第8回帝国議会では『漢医継続願い』が否決され、漢方医学は存続の危機に瀕することになる。
1967年（昭和42年）、武見太郎（日本医師会会長）の尽力により、漢方薬は健康保険の適用対象となる薬価に70種類の漢方薬を大臣告示で薬価基準に収載させた。ただし、新薬で行われる通常の臨床評価試験を経ず、文献上の資料のみを元にして収録されたため、今後の効用再評価が求められる。

### 朝鮮
大韓民国では、漢方ではなく「韓方」「韓薬」の呼称が一般的である。これは韓国においても、李氏朝鮮時代の医師、許浚の『東医宝鑑』（1613年）等で漢方医学が独自に体系づけられたからである。同国では韓方医を育成する韓医学部が大学に置かれ、韓方医院は地方でもごく普通に存在する。

### 欧米
欧米では一般に漢方薬は疑似科学とみなされ、作用機序に欠ける迷信の類と考えられている。また、漢方に関する現行の各種の研究も、作用機序が存在するという前提に立ったバイアスに満ちたものとして否定される傾向にある。漢方薬を医薬品として販売するため臨床試験を進めている企業も存在するが、2012年現在、FDAの認可を果たした事例は存在しない。

## 生薬・民間薬と漢方薬

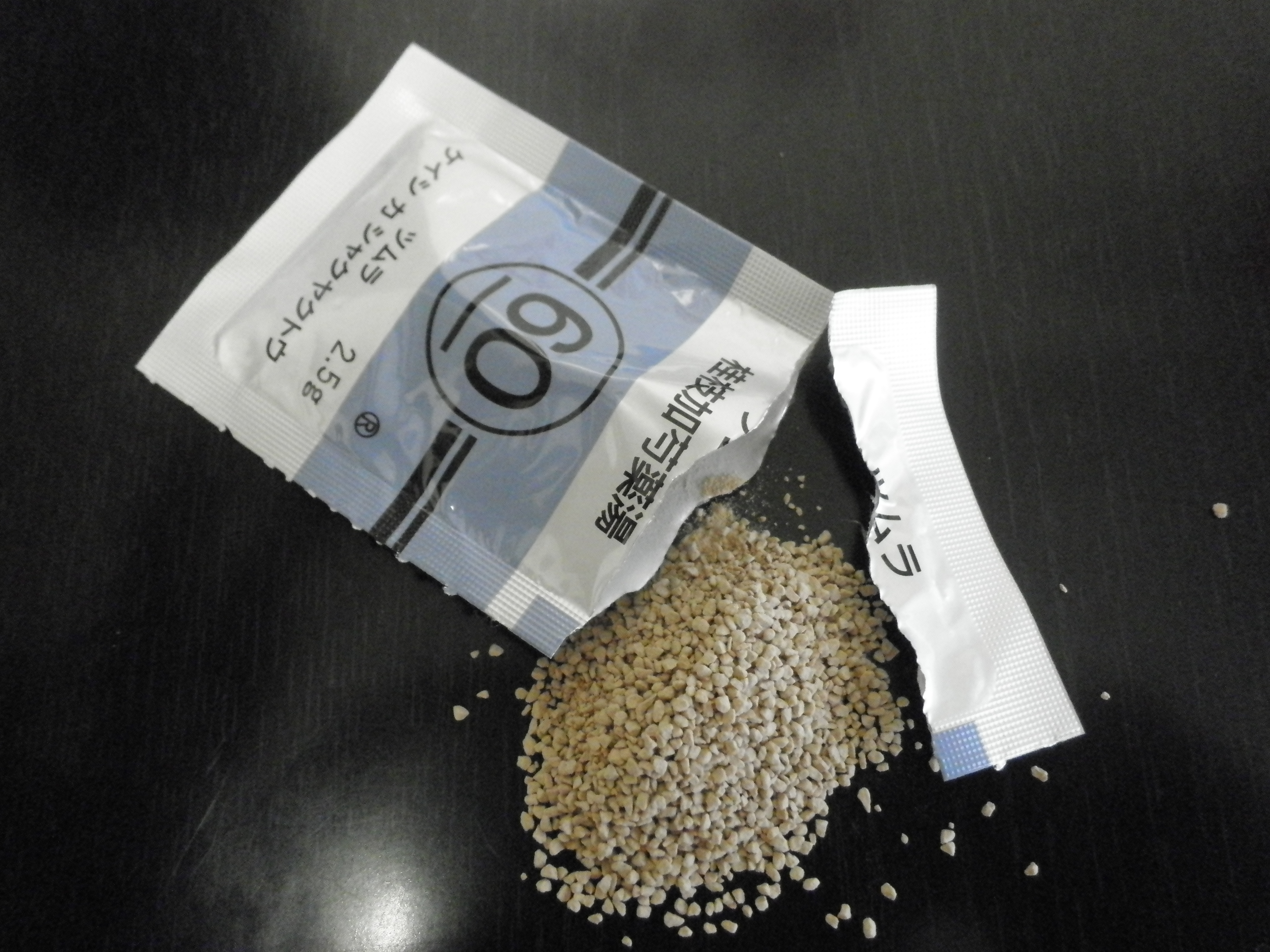
桂枝加芍薬湯エキス剤

人が生薬を使い始めたときは1種類（いわゆる単味）の生薬を用いていた。これらは例えば柴胡は熱を下げる、杏仁は咳を止めるといった簡単な知識の集積となった。しかし、漢書『芸文志』ですでに指摘されているように、病気は、季節、気候、風土、体質などの遺伝的要因の影響を受け、他の病と併発するなど複雑化することもある。そこで2種類以上の生薬を組み合わせて用いられるようになった。2つ以上の生薬の組み合わせを薬対という。薬対は任意の生薬の組み合わせではなく、歴代の医薬専門家によって蓄積された臨床的治療効果の知識に基づく基本単位である。
漢方薬は一般的に複数の生薬をあらかじめ組み合わせた方剤をさす。この方剤により、効能が大きく変わる。甘草湯（かんぞうとう）のように甘草だけの方剤もあるが、これは希な例外である。
また漢方薬は東洋医学の理論に基づき処方されるのに対し、民間薬は経験的な民間伝承によるものである点で両者は異なるとされる。民間薬は多くの場合が単一の薬草で原料生薬の配合比率が厳格に決まっているわけではない。その効果は漢方薬においては比較的に限定的正確に働くのに対し、民間薬の効果は全般的で漠然と働くものが多いとされる。
「漢方薬=生薬」という解釈をしている人も多いが、上記からわかるように、これは誤解である。日常的に、「漢方薬ではない生薬」の例は非常に多い。ゲンノショウコやセンブリ、ドクダミなどを煎じて、症状の詳細も体質も考慮せずにただ飲むだけであれば、それを漢方（薬）と呼ぶことは決してできない。
なお、日本の漢方薬では、似て非なる生薬がしばしば混同されていることがある。例として白朮と蒼朮の混同、桂皮（肉桂）と桂枝の混同などがあり、生姜と乾姜の中国医学と日本漢方との定義揺れなどの問題もある。

## 作用機序
近年、世界の伝統医学の生薬、薬草の現代医学の視点からの作用機序の研究が進められており、漢方薬についても例外ではない。一例として、抑肝散のセロトニン神経系への作用や葛根湯のサイトカインへの作用、六君子湯による食欲増進ホルモン「グレリン」の分泌作用、大建中湯の腸管血流増加作用や消化管亢進運動作用などある。長い歴史の中で経験的に作られた、漢方の薬理作用が分子レベルでの研究が進められている。
業界団体である日本漢方製薬製剤協会（日漢協）も、2018年にまとめた『漢方の将来ビジョン2040』で、漢方薬のエビデンス（科学的根拠）集積を掲げた。

## 飲み合わせ・食べ合わせ
漢方薬は、他の漢方薬や西洋薬との飲み合わせに問題がないという誤解がしばしば見受けられるが、これは正しくはない。他の薬の効果に影響し、悪い作用をもたらすこともある。特に同じ効能を持つ薬との重複は禁忌である。例えば、甘草は漢方方剤の約7割に含まれており、重複して漢方方剤を服用したことにより偽性アルドステロン症を起こしやすくなるなどがある。また、特定の食べ物との組み合わせが禁忌とされている場合もある。このような飲み合わせ、食べ合わせに関する禁忌事項は、一般に、中国国内で販売されている漢方薬には明記されていることが多いが、日本国内で販売されているものには記載されていないことが多い。

## 副作用
漢方にも西洋薬と同様に副作用がある。特に防風通聖散、防已黄耆湯には、共に甘草という成分が含まれており、長期内服は「偽性アルドステロン症」を引き起こす可能性がある。むくみ、高血圧、低カリウム血症などの症状が出るので、定期的なチェックが必要である。漢方を継続して内服するなら、西洋薬と同様に数か月に1回の対面での身体診察や血液検査が望ましいと指摘している。
東洋の薬に対する価値観は『神農本草経』で示されている。以下の分類に従えば西洋薬は「下品」に見なしているが、逆に西洋医学では「上品」「中品」は薬とされていない。
| 上品 (ideal drug)          | 作用がたとえ弱くとも副作用のない薬                 |
| 中品 (ordinary drug)       | 少量または短期間だけなら作用はあっても毒性のない薬 |
| 下品 (drug to be cautious) | 病気を治す力は強いがしばしば副作用を伴う薬         |

そのため、しばしば漢方薬は自然の材料を使用するから副作用がなく、安全であると誤解している人がいる。これは西洋医学と対比してという意味で、ここ数十年の間に広まったものである。
ただし、「漢方に副作用がない」というのはある意味で本当である。これは薬が天然のものだからという理由でなく、漢方の方法論において副作用という概念がないということによる。漢方では副作用が出た場合は誤治、すなわち診断ミスか投薬ミスとみなされる。漢方では、理論上は、副作用があって治癒できるなら副作用なしでも可能であるとされている。このことを理解するには証の概念について詳しく知る必要がある。西洋医学の視点からは、漢方薬の摂取による副作用として、甘草による偽アルドステロン症、小柴胡湯による間質性肺炎や肝機能障害などがよく知られている（詳しくは各項目を参照）。また誤治とアレルギー反応は区別すべきである。
一方、漢方医学には瞑眩（めんげん）という概念がある。治療中に一時的に病状が悪化し、その後に完全に回復するような状態を指す。漢方医学以外の代替療法や民間療法などで「好転反応」という言葉を耳にすることがあるが、ほとんど同じ意味である。これは副作用とは異なると説明されるが、実際に症状が出ている時点での区別は困難で、事後的にのみ確認できる。結局は医師の経験によって見分けるしかなく、あまり当てにならないので、瞑眩らしきものがあればただの誤治だったと考えるほうが無難である。この概念は日本独特であり、かつ日本でも江戸時代はあまり認知されていなかった。
また、漢方医学でも古方派の瞑眩を積極的に歓迎する立場は、副作用の考えに近い。
特に作用の強力な薬剤として副作用に注意するものには、地黄、麻黄、大黄、附子、芒硝、桃仁が挙げられる。
厚生労働省の薬務局で発表される医薬品の副作用モニター調査結果などに、漢方薬の名も掲載されることがあるという。例えば、小柴胡湯（しょうさいことう）や八味地黄丸（はちみじおうがん）、葛根湯などの名である。だが、これらの"副作用"として報じられたものが、果たして化学薬のサリドマイドの催奇形やストレプトマイシンの難聴のような副作用と同じものとして扱っていいかというと、「まったく違うのではないか」と大塚恭男は述べている。というのは、「もし、小柴胡湯や八味地黄丸を正しい診断のもとに使った結果、好ましくない作用が生じたとすればそれは副作用といっても仕方ないことだが、必ずしも適正に使用されなかったのではないか疑問がある」と大塚恭男は述べている。「使うべきでない状態の患者に間違って使用した場合、好ましくない副作用が出て当然だと思われる」と指摘している。

## 方剤の名称について
漢方薬（方剤）の名称の最後の文字には、次のようなものがある。「湯」が最も多く、「散」がそれに次ぎ、その他は比較的少ない。
- 〜湯：本来は煎じた液を温かいうちに服用するもの。
  - 例：葛根湯、十味敗毒湯、麻黄湯、補中益気湯、六君子湯、人参養栄湯、越婢加朮湯、胃苓湯、茵蔯蒿湯、甘麦大棗湯、茵蔯五苓散
- 〜散：本来は生薬を粉末にしてそのまま服用するもの。
  - 例：安中散、五苓散、当帰芍薬散、加味逍遙散、防風通聖散、抑肝散
- 〜丸：丸薬の意味で、粉末状にした生薬に蜂蜜などを加えて丸く固めたものを服用するもの（ただし現代のエキス剤などの場合はこの限りではない）。
  - 例：八味地黄丸、桂枝茯苓丸、六味丸、麻子仁丸、牛車腎気丸
- 〜飲
  - 例：温清飲、参蘇飲、茯苓飲、清心蓮子飲、連珠飲
- 〜膏：軟膏（塗り薬）のこと
  - 例：紫雲膏、中黄膏、神仙太乙膏
- その他
  - 例：治打撲一方、当帰飲子、痛瀉要方、玉女煎、雷氏清凉滌暑方、黒錫丹、紫金錠

漢方薬（方剤）の名称には、時に次のような文字が入ることもある。
- A加B：方剤Aに生薬B（複数の場合もある）を加えたもの。
  - 例：葛根湯加川芎辛夷、桂枝加竜骨牡蛎湯、白虎加人参湯、抑肝散加陳皮半夏、桂枝茯苓丸加薏苡仁
- A去B：方剤Aから生薬B（複数の場合もある）を取り去ったもの。
  - 例：大柴胡湯去大黄、乙字湯去大黄、桂枝去芍薬湯
- A合B：方剤Aと方剤Bの合方（合剤）
  - 例：猪苓湯合四物湯、茯苓飲合半夏厚朴湯、大柴胡湯合半夏厚朴湯

## 漢方薬学を設置している大学
- 長春中医薬大学
- 北京中医薬大学
  - 日本中医学院（無認可校）
- 上海中医薬大学
- 天津中医薬大学
  - 天津中医薬大学中薬学院日本校（外国大学の日本校）
- 湖南中医薬大学

韓国では以下の大学に韓薬学科が設置されている。
- 慶煕大学校薬学大学
- 又石大学校薬学大学
- 圓光大学校薬学大学

西洋薬（医療）を主としている日本では、漢方薬学を中心として講義する大学はごく僅かである。
- 富山大学薬学部
- 横浜薬科大学薬学部漢方薬学科
- 日本薬科大学薬学部薬学科漢方薬学コース
- 国際医療福祉大学薬学部薬学科

中国や韓国では西洋医学、伝統医学について医師、薬剤師は教育課程が別であり、免許も別である。一方、日本では医師免許、薬剤師免許は一本化されており医師免許を持っていれば西洋薬も漢方薬も処方でき、薬剤師免許を持っていれば西洋薬も漢方薬も販売、調剤できる。これは一つの免許で総合的な医療に対応できる反面、漢方薬も含めた東洋医学の専門性をもつ医師の育成が難しいという課題を持つ。